# (5688) Kleewyck
(5688) Kleewyck est un astéroïde de la ceinture principale.

## Description
(5688) Kleewyck est un astéroïde de la ceinture principale. Il fut découvert le 12 janvier 1991 à l'Observatoire Palomar par Eleanor Francis Helin. Il présente une orbite caractérisée par un demi-grand axe de 2,62 UA, une excentricité de 0,16 et une inclinaison de 4,0° par rapport à l'écliptique.

## Compléments